# Георги Инеот
Георги Инеот е висш източноримски (византийски) политик, който играе важна роля във военните операции по времето на Алексий III Ангел (1195 – 1203). Той участва във военната кампания срещу Добромир Хриз в 1198 г. С личността му се свързва печат, намерен в Първомай, при който той е в качеството на севаст и паракимомен.
Навярно в тази военна кампания през 1198 г. е участвал и неговият родственик севастът Теодор Инеот. Последният е писал до неизвестен адресат в Констанция, навярно във връзка с тези събития. Отпечатъкът от неговия печат с Богородица Агиосиритиса е намерен е по време на археологически разкопки в крепостта Констанция на 22 септември 1985 и се съхранява в колекцията на РИМ – Хасково.